# Plattnérite
La plattnérite est une espèce minérale plombifère composée de la forme cristalline bêta du dioxyde de plomb : β-PbO2 (forme alpha = scrutinyite).
Elle fait partie du groupe du rutile.
La plattnérite forme des amas de cristaux sombres en forme d'aiguilles sur différents minéraux. Les cristaux sont durs, brillants et possèdent une symétrie tétragonale.

## Historique de la description et appellations

### Inventeur et étymologie
Nommée en 1845 par Wilhelm Karl von Haidinger en hommage au minéralogiste allemand Karl Friedrich Plattner (de).

### Topotype
- Leadhills, South Lanarkshire, Strathclyde, Scotland, UK[8]

### Synonymie
- Schwerbleierz[9]
- Diplasites plumbicus[10]

## Caractéristiques physico-chimiques

### Cristallochimie
La plattnérite fait partie du groupe du rutile, qui rassemble des espèces dont la formule générique est M4+O2. Toutes ces espèces cristallisent dans le système tétragonal, de la classe ditétragonale dipyramidale et de groupe d'espace P42/mnm (notation Hermann-Mauguin, no  136). Toutes présentent un habitus similaire allongé sur {001} et strié, avec des macles sur {101} et {301}.
| Minéral       | Formule      | Groupe ponctuel | Groupe d'espace |
| ------------- | ------------ | --------------- | --------------- |
| Argutite      | GeO2         | 4/mmm           | P42/mnm         |
| Cassitérite   | SnO2         | 4/mmm           | P42/mnm         |
| Ilménorutile  | (Ti,Nb,Fe)O2 | 4/mmm           | P42/mnm         |
| Strüverite    | (Ti,Ta,Fe)O2 | 4/mmm           | P42/mnm         |
| Paratellurite | TeO2         | 4/mmm           | P42/mnm         |
| Pyrolusite    | MnO2         | 4/mmm           | P42/mnm         |
| Plattnérite   | PbO2         | 4/mmm           | P42/mnm         |
| Rutile        | TiO2         | 4/mmm           | P42/mnm         |
| Stishovite    | SiO2         | 4/mmm           | P42/mnm         |

## Gîtes et gisements

### Gîtologie et minéraux associés
La plattnérite est présente dans de nombreux sites arides, en Amérique du Nord (USA et Mexique), dans la majeure partie de l'Europe, en Asie (Iran et Russie), en Afrique (Namibie) et dans les parties Sud et Ouest de l'Australie, dans des gites de concentration résiduelle.
Elle apparaît dans des dépôts métallique hydrothermaux climatiques, comme des amas herbeux de cristaux prismatiques sombres d'une longueur de quelques millimètres. Ces amas se développent  sur, et parfois avec, différents minéraux incluant notamment : cérusite, smithsonite, hémimorphite, leadhillite, hydrozincite, rosasite, aurichalcite, murdochite, limonite, pyromorphite, wulfénite, calcite et quartz.

## Exploitation des gisements et usage
Le dioxyde de plomb est utilisé dans les batteries plomb-acide, et en électrochimie sous sa forme synthétique : la plattnérite et la scrutinyite sont trop rares et ne trouvent pas d'applications pratiques.